# Evo (Brettspiel)
Evo ist ein Brettspiel des französischen Spieleautors Philippe Keyaerts, das 2001 in dem Verlag Eurogames erschienen ist. Der Spielablauf des strategischen Spiels konzentriert sich auf die Leitung einer Dinosaurierherde, die Spielzeit beträgt etwa 120 Minuten.

## Spielablauf
Das Spielprinzip besteht darin, eine Herde von Dinosauriern zu führen und sie durch verschiedene Klimazonen zu leiten. Dazu bilden sich durch Mitspieler entstehende Konflikte.
Das Spiel wird über mehrere Runden gespielt, wobei der Ablauf der Runden jeweils in mehrere Phasen aufgeteilt ist. In der ersten Phase wird die Spielerreihenfolge bestimmt, in der zweiten die Klimaänderung, in der dritten kann man sich bewegen bzw. Kämpfe eingehen, wenn das Zielfeld besetzt ist. In Phase vier sterben Tiere oder es wird Fortpflanzung betrieben. Phase fünf leitet den Rundenwechsel und die Genversteigerung ein. Die bedeutendste Phase ist hierbei Runde fünf, in der Fähigkeiten für das weitere Spiel erworben werden können.

## Veröffentlichung und Ausgaben
Das Spiel wurde von dem Spieleautor Philippe Keyaerts entwickelt und erschien zuerst 2001 bei dem französischen Verlag Eurogames, der es auf Französisch, Deutsch und Englisch anbot. Das Spiel wurde nach der Übernahme von Eurogames von Jeux Descartes angeboten (heute Teil von Asmodée). 2004 erschien eine Lizenzausgabe auf Russisch bei Smart Ltd.
Aufbauend auf der Eurogames-Ausgabe veröffentlichte Asmodée 2011 eine vor allem grafisch überarbeitete Version als Neuauflage, die international auf Englisch, Französisch, Italienisch (Asterion Press), Spanisch und Deutsch angeboten wurde.